# Teofan (Savu)
Teofan, imię świeckie Dumitru Savu (ur. 1959) – rumuński biskup prawosławny.

## Życiorys
Absolwent seminarium duchownego w Bukareszcie oraz Instytutu Teologii uniwersytetu w Bukareszcie. Pracę doktorską w dziedzinie teologii obronił w Instytucie św. Sergiusza z Radoneża w Paryżu. Następnie był spowiednikiem mniszek monasterze Opieki Matki Bożej w Bussy-en-Othe. Po powrocie do Rumunii objął stanowisko sekretarza Świętego Synodu ds. kontaktów zagranicznych. Wieczyste śluby mnisze złożył w 1984, w 2000 został arcybiskupem Krajowej i metropolitą Oltenii. W 2008 przeniesiony na katedrę Mołdawii i Bukowiny.